# Xã đặc quyền Madison, Michigan
Xã Madison (tiếng Anh: Madison Township) là một xã thuộc quận Lenawee, tiểu bang Michigan, Hoa Kỳ. Năm 2010, dân số của xã này là 8.621 người.